# Краева, Ирина Аркадьевна
Ирина Аркадьевна Краева (род. 8 июля 1958) — советский и российский лингвист, кандидат филологических наук, профессор, ректор МГЛУ.

## Образование
В 1980 году с отличием окончила МГПИИЯ им. Мориса Тореза (квалификация «Преподаватель английского и французского языков»). Окончив аспирантуру кафедры лексикологии английского языка факультета английского языка альма-матер, в МГЛУ защитила диссертацию на соискание учёной степени кандидата филологических наук по специальности 10.02.04 Германские языки, тема: «Градуальность качества в разных типах номинации (на материале английских прилагательных)».

## Преподавательская и административная работа в высшей школе
С 1980 года работает в МГПИИЯ им. Мориса Тореза — Московском государственном лингвистическом университете.
1980—1989 гг.: преподаватель, затем — старший преподаватель, а с 1993 г. по 2006 гг. — доцент, заведующая кафедрой английского языка как второго переводческого факультета. В 2003—2006 гг. — учёный секретарь Учёного совета. С 2006 по 2017 гг. исполняла обязанности декана факультета английского языка, профессора кафедры лексикологии английского языка.
С 2018 года — ректор МГЛУ.
6 марта 2022 года после вторжения России на Украину подписала письмо в поддержку действий президента Владимира Путина.

## Научная работа
Профессор И. А. Краева является автором более 60 публикаций по лексикологии и лингводидактике (статей в ведущих статусных научных журналах, учебников и учебно-методических пособий), Индекс Хирша —
7.

## Членство в научных организациях и экспертных комиссиях
- Аккредитованный эксперт Рособрнадзора (с 2014 г.);
- Представитель МГЛУ в международном экспертном сообществе в Центре образования для одарённых (the Belin-Blank Center for Gifted Education, Университет Айовы);
- Представитель МГЛУ в Европейском центре современных языков (г. Грац, Австрия);
- Член Правления Европейского Совета по языкам (The European Language Council)
- Председатель предметной комиссии (иностранный язык) города Москвы для проведения Единого государственного экзамена (2011—2014 гг.);

## Санкции
6 марта 2022 года после вторжения России на Украину подписала письмо в поддержку российской агрессии. С 9 июня 2022 года находится под персональными санкциями Украины за поддержку войны. Также была внесена ФБК в список коррупционеров и разжигателей войны за поддержку нападения на Украину, 16 марта 2022 года форумом свободной России внесена в санкционный «Список Путина» и доклад «поджигателей войны» с предложением введения против неё международных санкций.

## Основные публикации

#### Монографии
- Краева И. А. Развитие категории «Градуальность» в английском языке. Монография. — М.: Триумф, 2021. 166 с.

#### Научные статьи
- Краева И. А. О роли мглу как базовой организации по языкам и культуре государств-участников СНГ в совершенствовании и развитии учебно-научного потенциала вузов содружества // Материалы симпозиума в рамках недели образования СНГ «30 лет партнерству учебных заведений Содружества Независимых Государств в области образования, науки и молодёжной политики». — М.: РУДН, 2021. С. 121—130.
- Краева И. А. Особенности выражения имплицитности при помощи английских относительных прилагательных // Семантический потенциал языковых единиц и его реализация: тезисы докладов международной научной конференции. Минск: МГЛУ, 2021. С. 32—34.

#### Учебники и учебные пособия
- Краева И. А., Белых Е. К., Гусева Н. Г., Морозова Е. В. Практикум по культуре речевого общения (английский язык): учебное пособие для студентов старших курсов переводческого факультета, обучающихся по направлению подготовки «лингвистика» и специальности «перевод и переводоведение». Часть I. — М.: МГЛУ, 2018. 102 с.
- Краева И. А., Мохрова Г. М., Фролова О. Ф. Английский язык в сфере профессиональной коммуникации: культура религиозных и межнациональных отношений: учебное пособие — М.: МГЛУ, 2013. 150 с.

## Награды
- Медаль ордена «За заслуги перед Отечеством» II степени (27 июня 2023) — за заслуги в научно-педагогической деятельности, подготовке высококвалифицированных специалистов и многолетнюю добросовестную работу[9].
- Медаль «30 лет Независимости Республики Казахстан» (2022)[10]
- Почетная грамота РАО (2021);
- Почетный академик Национальной академии «Манас» Чингиза Айтматова (2021)
- Орден «Единение» в честь 60-летия образования Организации Объединённых Наций (2019)

## Цитаты
И. А. Краева следующим образом формулирует принцип управления вузом:
«Любой университет — это очень сложный механизм. И управлять им не только почётно, но и сложно. Моя главная задача — сохранить и умножить. Сохранить наши традиции и лингвистическую школу, но при этом постоянно развиваться в современном образовательном контексте. То, что я прошла все этапы карьерной лестницы в инязе, это безусловное преимущество: моё базовое образование и научно-исследовательские интересы совпадают с основной предметной областью университета; я хорошо знаю людей и коллектив».